# Finbofjärden
Finbofjärden är en större fjärd på norra Åland. Finbofjärden tillsammans med Marsund skiljer kommunerna Eckerö och Hammarland.
Finbofjärden gränsar i väster till ön och byn Finbo och i öster till öbyarna Äppelö och Torsholma.